# كلية الثالوث (كامبريدج)

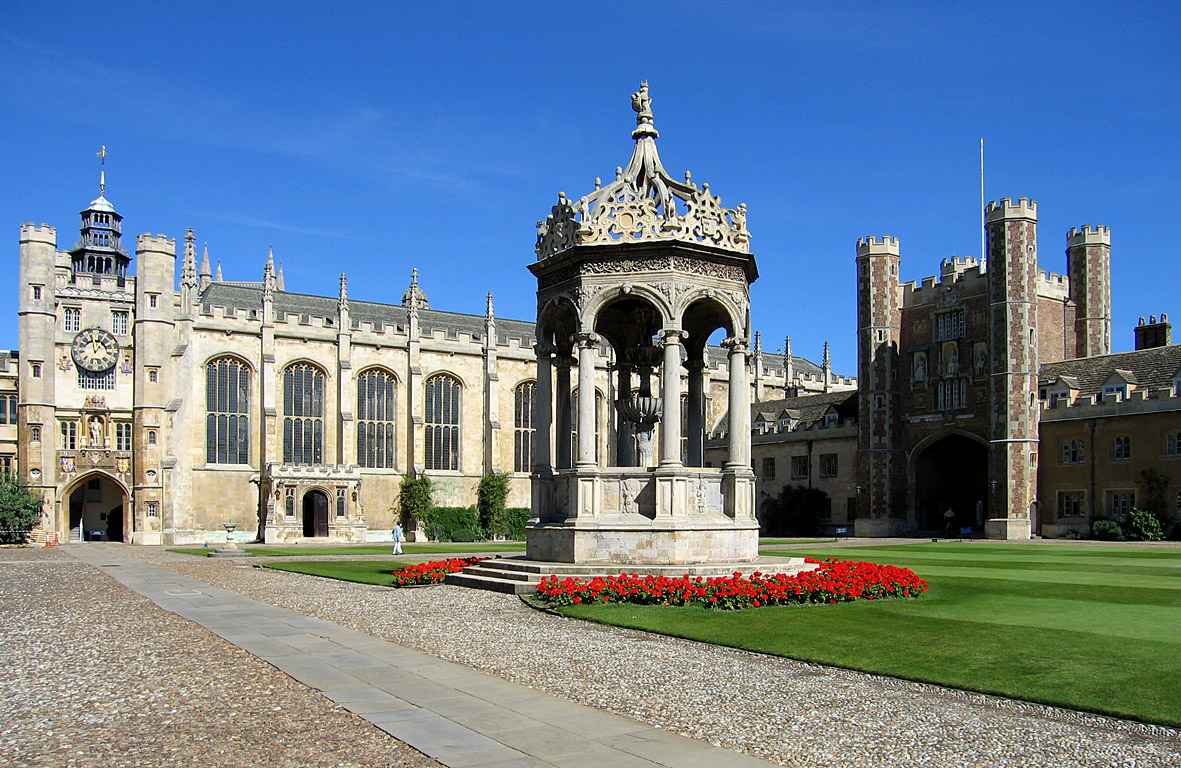
كلية الثالوث، كامبريدج

كلية الثالوث (بالإنجليزية: Trinity College) هي إحدى كليات جامعة كامبريدج في إنجلترا. تضم الكلية 700 طالب و 430 طالب دراسات عليا، مما يجعلها أكبر كلية سواءً في جامعة كامبريدج أو حتى أكسفورد. ومن حيث عدد الطلاب فهي الثانية بعد كلية هومرتون، كامبريدج.
في القرن العشرين، حصل خريجي الكلية على 31 جائزة نوبل من أصل 75 جائزة حصلت عليها جامعة كامبريدج، كما حصلت على خمس اوسمة فيلدز في الرياضيات (من أصل ست أوسمة حصلت عليها الجامعات البريطانية مجتمعة).
منذ عام 2000، تحصل الكلية على المرتبة الثامنة على الأقل -منهم مرتين الأولى- في قائمة تومبكنز، والتي ترتب كليات كامبريدج الـ 29، من حيث الأداء الأكاديمي للطلاب. وتعد الكلية مع كلية الملك وكلية سانت جونز، الكليات الملكية في جامعة كامبريدج.
تخرج من الكلية أثنين من أفراد العائلة المالكة البريطانية، وهما : الأمير ويليام فريدريك، دوق غلوشستر وإدنبرة عام 1790، والأمير تشارلز عام 1970. كما درس بها عددًا آخر من أفراد العائلة دون أن يحصلوا على درجة علمية منها ومنهم الملك إدوارد السابع والملك جورج السادس والأمير هنري، دوق غلوشستر.
لم تقبل الكلية أي امرأة في الكلية إلا عام 1976، ولم تضم إلى هيئة تدريسها امرأة إلا في العام التالي.
من خريجي الكلية أيضًا ست رؤساء وزارات للمملكة المتحدة والملك جورج السادس وعدد من قادة الدول الأخرى، إضافة إلى إسحاق نيوتن ونيلس بور ولودفيش فيتغنشتاين وبيرتراند راسل وكيم فيلبي.
وفي عام 1848، استضافت الكلية اجتماع طلاب المدارس الذي وضعت فيه القوانين الأولى للعبة كرة القدم، والتي تعرف بقوانين كامبردج.

## خريجون بارزون
- جون هنري غادم